# Zimbabwe op de Olympische Spelen
Zimbabwe is een van de landen die deelneemt aan de Olympische Spelen. Zimbabwe debuteerde in 1928 op de Zomerspelen, toen nog als de Britse kolonie Zuid-Rhodesië. Het debuut op de Winterspelen vond plaats op de editie van 2014.
In 2016 nam Zimbabwe voor de dertiende keer deel aan de Zomerspelen. Er werden in totaal acht (3-4-1) medailles gewonnen.

## Medailles en deelnames
De medailles werden bij het hockey en het zwemmen behaald. De eerste werd in 1980 door de vrouwen hockeyploeg behaald, die de eerste te vergeven gouden medaille in het olympisch vrouwenhockey veroverden. De resterende zeven werden alle door zwemster Kirsty Coventry gewonnen. In 2004 won ze goud, zilver en brons op respectievelijk de 200 en 100 meter rugslag en de 200 meter wisselslag. Vier jaar later voegde ze hier middels goud op wederom de 200 meter rugslag en zilver op de 100 meter rugslag en 200 en 400 meter wisselslag vier medailles aan toe.

### Overzicht
De tabel geeft een overzicht van de jaren waarin werd deelgenomen, het aantal gewonnen medailles en de eventuele plaats in het medailleklassement.
| Zomerspelen | Zomerspelen | Zomerspelen | Zomerspelen | Zomerspelen | Zomerspelen |        | Winterspelen | Winterspelen | Winterspelen | Winterspelen | Winterspelen | Winterspelen |
| Jaar        | Goud        | Zilver      | Brons       | Totaal      | Rang        | Jaar   | Goud         | Zilver       | Brons        | Totaal       | Rang         |              |
| 1928        | 0           | 0           | 0           | 0           | -           | 1928   | -            | -            | -            | -            | -            |              |
| 1932        | -           | -           | -           | -           | -           | 1932   | -            | -            | -            | -            | -            |              |
| 1936        | -           | -           | -           | -           | -           | 1936   | -            | -            | -            | -            | -            |              |
| 1948        | -           | -           | -           | -           | -           | 1948   | -            | -            | -            | -            | -            |              |
| 1952        | -           | -           | -           | -           | -           | 1952   | -            | -            | -            | -            | -            |              |
| 1956        | -           | -           | -           | -           | -           | 1956   | -            | -            | -            | -            | -            |              |
| 1960        | 0           | 0           | 0           | 0           | -           | 1960   | -            | -            | -            | -            | -            |              |
| 1964        | 0           | 0           | 0           | 0           | -           | 1964   | -            | -            | -            | -            | -            |              |
| 1968        | -           | -           | -           | -           | -           | 1968   | -            | -            | -            | -            | -            |              |
| 1972        | -           | -           | -           | -           | -           | 1972   | -            | -            | -            | -            | -            |              |
| 1976        | -           | -           | -           | -           | -           | 1976   | -            | -            | -            | -            | -            |              |
| 1980        | 1           | 0           | 0           | 1           | 23          | 1980   | -            | -            | -            | -            | -            |              |
| 1984        | 0           | 0           | 0           | 0           | -           | 1984   | -            | -            | -            | -            | -            |              |
| 1988        | 0           | 0           | 0           | 0           | -           | 1988   | -            | -            | -            | -            | -            |              |
| 1992        | 0           | 0           | 0           | 0           | -           | 1992   | -            | -            | -            | -            | -            |              |
| 1996        | 0           | 0           | 0           | 0           | -           | 1994   | -            | -            | -            | -            | -            |              |
| 2000        | 0           | 0           | 0           | 0           | -           | 1998   | -            | -            | -            | -            | -            |              |
| 2004        | 1           | 1           | 1           | 3           | 49          | 2002   | -            | -            | -            | -            | -            |              |
| 2008        | 1           | 3           | 0           | 4           | 39          | 2006   | -            | -            | -            | -            | -            |              |
| 2012        | 0           | 0           | 0           | 0           | -           | 2010   | -            | -            | -            | -            | -            |              |
| 2016        | 0           | 0           | 0           | 0           | -           | 2014   | 0            | 0            | 0            | 0            | -            |              |
| 2020        | 0           | 0           | 0           | 0           | -           | 2018   | -            | -            | -            | -            | -            |              |
| 2024        | 0           | 0           | 0           | 0           | -           | 2022   | -            | -            | -            | -            | -            |              |
| Totaal      | 3           | 4           | 1           | 8           |             | Totaal | 0            | 0            | 0            | 0            |              |              |
| Tot. Z+W    | 3           | 4           | 1           | 8           |             |        |              |              |              |              |              |              |

### Per deelnemer
| Jaar | Sport   | Olympiër        | Onderdeel            | Medaille |
| ---- | ------- | --------------- | -------------------- | -------- |
| 1980 | Hockey  | Olympisch team  | vrouwen              | Goud     |
| 2004 | Zwemmen | Kirsty Coventry | 100 m rugslag (v)    | Zilver   |
| 2004 | Zwemmen | Kirsty Coventry | 200 m rugslag (v)    | Goud     |
| 2004 | Zwemmen | Kirsty Coventry | 200 m wisselslag (v) | Brons    |
| 2008 | Zwemmen | Kirsty Coventry | 100 m rugslag (v)    | Zilver   |
| 2008 | Zwemmen | Kirsty Coventry | 200 m rugslag (v)    | Goud     |
| 2008 | Zwemmen | Kirsty Coventry | 200 m wisselslag (v) | Zilver   |
| 2008 | Zwemmen | Kirsty Coventry | 400 m wisselslag (v) | Zilver   |

Afghanistan · Albanië · Algerije · Amerikaans-Samoa · Amerikaanse Maagdeneilanden · Andorra · Angola · Antigua en Barbuda · Argentinië · Armenië · Aruba · Australië · Azerbeidzjan · Bahama's · Bahrein · Bangladesh · Barbados · België · Belize · Benin · Bermuda · Bhutan · Bolivia · Bosnië en Herzegovina · Botswana · Brazilië · Britse Maagdeneilanden · Brunei · Bulgarije · Burkina Faso · Burundi · Cambodja · Canada · Centraal-Afrikaanse Republiek · Chili · China · Chinees Taipei · Colombia · Comoren · Congo-Brazzaville · Congo-Kinshasa · Cookeilanden · Costa Rica · Cuba · Cyprus · Denemarken · Djibouti · Dominica · Dominicaanse Republiek · Duitsland · Ecuador · Egypte · El Salvador · Equatoriaal-Guinea · Eritrea · Estland · Ethiopië · Fiji · Filipijnen · Finland · Frankrijk · Gabon · Gambia · Georgië · Ghana · Grenada · Griekenland · Groot-Brittannië · Guam · Guatemala · Guinee · Guinee-Bissau · Guyana · Haïti · Honduras · Hongarije · Hongkong · Ierland · IJsland · India · Indonesië · Irak · Iran · Israël · Italië · Ivoorkust · Jamaica · Japan · Jemen · Jordanië · Kaaimaneilanden · Kaapverdië · Kameroen · Kazachstan · Kenia · Kirgizië · Kiribati · Koeweit · Kosovo · Kroatië · Laos · Lesotho · Letland · Libanon · Liberia · Libië · Liechtenstein · Litouwen · Luxemburg · Madagaskar · Malawi · Malediven · Maleisië · Mali · Malta · Marokko · Marshalleilanden · Mauritanië · Mauritius · Mexico · Micronesië · Moldavië · Monaco · Mongolië · Montenegro · Mozambique · Myanmar · Namibië · Nauru · Nederland · Nepal · Nicaragua · Nieuw-Zeeland · Niger · Nigeria · Noord-Korea · Noord-Macedonië · Noorwegen · Oeganda · Oekraïne · Oezbekistan · Oman · Oost-Timor · Oostenrijk · Pakistan · Palau · Palestina · Panama · Papoea-Nieuw-Guinea · Paraguay · Peru · Polen · Portugal · Puerto Rico · Qatar · Roemenië · Rusland · Rwanda · Saint Kitts en Nevis · Saint Lucia · Saint Vincent en de Grenadines · Salomonseilanden · Samoa · San Marino · Saoedi-Arabië · Sao Tomé en Principe · Senegal · Servië · Seychellen · Sierra Leone · Singapore · Slovenië · Slowakije · Somalië · Spanje · Sri Lanka · Soedan · Suriname · Swaziland · Syrië · Tadzjikistan · Tanzania · Thailand · Togo · Tonga · Trinidad en Tobago · Tsjaad · Tsjechië · Tunesië · Turkije · Turkmenistan · Tuvalu · Uruguay · Vanuatu · Venezuela · Verenigde Arabische Emiraten · Verenigde Staten · Vietnam · Wit-Rusland · Zambia · Zimbabwe · Zuid-Afrika · Zuid-Korea · Zuid-Soedan · Zweden · Zwitserland
Historische landen: Bohemen · Bondsrepubliek Duitsland · Brits-Indië · Duitse Democratische Republiek · Joegoslavië · Malaya · Nederlandse Antillen · Noord-Borneo · Noord-Jemen · Saarland · Servië en Montenegro · Sovjet-Unie · Tsjecho-Slowakije · West-Indische Federatie · Zuid-Jemen
Bijzondere deelnames: Onafhankelijke olympische atleten · Vluchtelingenteam 
 Australazië · Duits Eenheidsteam · Gemengd team · Gezamenlijk Team